# Приз «Известий» 1971
V-й московский международный хоккейный турнир Приз Известий прошёл с 17 по 20 декабря в Москве.
Турнир «Приз „Известий“»-71 начался с сенсации. В первом же своём матче чемпионы мира советские хоккеисты впервые в официальных соревнованиях проиграли сборной Финляндии — 2:4. Команда страны Суоми была очень близка к победе в турнире. Ничья в последней встрече — со сборной Чехословакии — выводила её на первое место. Однако единственная шайба, заброшенная в матче чехословацким форвардом Ярославом Холиком, перечеркнула эти надежды. В результате сразу три команды завершили турнир с равным количеством очков. Благодаря лучшей разности заброшенных и пропущенных шайб победителем турнира стала советская сборная.
За победу в турнире сборная СССР получила главный приз — большого «25-местного» Снеговика-матрёшку (каждому игроку досталось по Снеговичку) и переходящий приз Федерации хоккея СССР.

## Матчи турнира
| 17 декабря 1971 | Чехословакия | 8 : 1 (4:1, 1:0, 3:0) | Швеция | Дворец спорта «Лужники», Москва Зрителей: 13 800 |

| Отчёт | Отчёт                               | Отчёт                         | Отчёт             | Отчёт                          |
| --- | ----------------------------------- | ----------------------------- | ----------------- | ------------------------------ |
| |                                     |                               |                   |                                |
| | Владимир Дзурилла                   | Вратари                       | Кристер Сельстедт | Судьи: Лен Гагнон Унто Виитала |
| | Голы:                               |                               |                   | Судьи: Лен Гагнон Унто Виитала |
| Владимир Беднарж — 02` Рихард Фарда — 10` Иржи Бубла — 15` Иван Глинка (В. Мартинец) —16` Иржи Кохта (Р. Тайцнар) — 30` Рихард Фарда (Э. Новак) — 47` Эдуард Новак (Й. Черны) — 52` Рудольф Тайцнар — 59` | 1:0 1:1 2:1 3:1 4:1 5:1 6:1 7:1 8:1 | 02` — Дик Идерстрём (Ч. Брюс) |                   | Судьи: Лен Гагнон Унто Виитала |
| |                                     |                               |                   | Судьи: Лен Гагнон Унто Виитала |
| |                                     |                               |                   | Судьи: Лен Гагнон Унто Виитала |
| |                                     |                               |                   | Судьи: Лен Гагнон Унто Виитала |
| 8 мин | Штраф                               | 2 мин                         |                   | Судьи: Лен Гагнон Унто Виитала |
| |                                     |                               |                   |                                |
| |                                     |                               |                   |                                |

| 17 декабря 1971 | СССР | 2 : 4 (0:3, 2:0, 0:1) | Финляндия | Дворец спорта «Лужники», Москва Зрителей: 14 000 |

| Отчёт                                                               | Отчёт                                                                | Отчёт | Отчёт                          | Отчёт                                |
| ------------------------------------------------------------------- | -------------------------------------------------------------------- | --- | ------------------------------ | ------------------------------------ |
|                                                                     |                                                                      | |                                |                                      |
|                                                                     | Виктор Коноваленко — 00:00 - 21:00 Владислав Третьяк — 21:00 - 60:00 | Вратари | 00:00 - 60:00 — Йорма Валтонен | Судьи: Рудольф Бата Йорген Андерссон |
|                                                                     | Голы:                                                                | |                                | Судьи: Рудольф Бата Йорген Андерссон |
| Владимир Викулов (бол) — 27:46 Владимир Викулов (А. Фирсов) — 38:33 | 0:1 0:2 0:3 1:3 2:3 2:4                                              | 02:58 — Юхани Тамминен (М. Мурто) 08:59 — Матти Мурто 17:27— Юхани Тамминен (Х. Линнонмаа) 46:47— (бол) Юха Рантасила (Л. Оксанен) |                                | Судьи: Рудольф Бата Йорген Андерссон |
|                                                                     |                                                                      | |                                | Судьи: Рудольф Бата Йорген Андерссон |
|                                                                     |                                                                      | |                                | Судьи: Рудольф Бата Йорген Андерссон |
|                                                                     |                                                                      | |                                | Судьи: Рудольф Бата Йорген Андерссон |
| 8 мин                                                               | Штраф                                                                | 4 мин |                                | Судьи: Рудольф Бата Йорген Андерссон |
|                                                                     |                                                                      | |                                |                                      |
|                                                                     | 42                                                                   | Броски | 20                             |                                      |

| 18 декабря 1971 | Швеция | 1 : 4 (1:1, 0:1, 0:2) | Финляндия | Дворец спорта «Лужники», Москва Зрителей: 9500 |

| Отчёт               | Отчёт                           | Отчёт                                                                                                  | Отчёт                                                   | Отчёт                                   |
| ------------------- | ------------------------------- | --- | ------------------------------------------------------- | --------------------------------------- |
|                     |                                 | |                                                         |                                         |
|                     | Кристер Андерссон — 00:00-60:00 | Вратари                                                                                                | 00:00-45:00 — Стиг Ветцель 45:00-60:00 — Йорма Валтонен | Судьи: Юрий Карандин Виктор Домбровский |
|                     | Голы:                           | |                                                         | Судьи: Юрий Карандин Виктор Домбровский |
| Бу Берггрен — 12:20 | 0:1 1:1 1:2 1:3 1:4             | 08:02 — Эса Пелтонен 34:51 — Сеппо Линдстрём 54:15 — Ильпо Коскела (С. Ахокайнен) 56:11 — Эса Пелтонен |                                                         | Судьи: Юрий Карандин Виктор Домбровский |
|                     |                                 | |                                                         | Судьи: Юрий Карандин Виктор Домбровский |
|                     |                                 | |                                                         | Судьи: Юрий Карандин Виктор Домбровский |
|                     |                                 | |                                                         | Судьи: Юрий Карандин Виктор Домбровский |
| 4 мин               | Штраф                           | 10 мин                                                                                                 |                                                         | Судьи: Юрий Карандин Виктор Домбровский |
|                     |                                 | |                                                         |                                         |
|                     | 19                              | Броски                                                                                                 | 25                                                      |                                         |

| 18 декабря 1971 | СССР | 5 : 2 (1:0, 3:1, 1:1) | Чехословакия | Дворец спорта «Лужники», Москва Зрителей: 14 000 |

| Отчёт | Отчёт                       | Отчёт                                             | Отчёт        | Отчёт                          |
| --- | --------------------------- | ------------------------------------------------- | ------------ | ------------------------------ |
| |                             |                                                   |              |                                |
| | Владислав Третьяк           | Вратари                                           | Иржи Холечек | Судьи: Лен Гагнон Унто Виитала |
| | Голы:                       |                                                   |              | Судьи: Лен Гагнон Унто Виитала |
| Анатолий Фирсов (И. Ромишевский) — 11:49 Владимир Викулов (А. Фирсов) — 24:33 Валерий Харламов — 34:29 Юрий Блинов (Б. Михайлов) — 18:04 Александр Мальцев — 52:52 | 1:0 1:1 2:1 3:1 4:1 5:1 5:2 | 21:30 — Иржи Холик (И. Кохта) 58:28 — Иван Глинка |              | Судьи: Лен Гагнон Унто Виитала |
| |                             |                                                   |              | Судьи: Лен Гагнон Унто Виитала |
| |                             |                                                   |              | Судьи: Лен Гагнон Унто Виитала |
| |                             |                                                   |              | Судьи: Лен Гагнон Унто Виитала |
| 10 мин | Штраф                       | 12 мин                                            |              | Судьи: Лен Гагнон Унто Виитала |
| |                             |                                                   |              |                                |
| |                             |                                                   |              |                                |

| 20 декабря 1971 16:00 | Финляндия | 0 : 1 (0:1, 0:0, 0:0) | Чехословакия | Дворец спорта «Лужники», Москва Зрителей: 8000 |

| Отчёт | Отчёт                          | Отчёт                 | Отчёт                             | Отчёт                                      |
| ----- | ------------------------------ | --------------------- | --------------------------------- | ------------------------------------------ |
|       |                                |                       |                                   |                                            |
|       | Йорма Валтонен — 00:00 - 60:00 | Вратари               | 00:00 - 60:00 — Владимир Дзурилла | Судьи: Виктор Домбровский Йорген Андерссон |
|       | Голы:                          |                       |                                   | Судьи: Виктор Домбровский Йорген Андерссон |
|       | 0:1                            | 07:13 — Ярослав Холик |                                   | Судьи: Виктор Домбровский Йорген Андерссон |
|       |                                |                       |                                   | Судьи: Виктор Домбровский Йорген Андерссон |
|       |                                |                       |                                   | Судьи: Виктор Домбровский Йорген Андерссон |
|       |                                |                       |                                   | Судьи: Виктор Домбровский Йорген Андерссон |
| 8 мин | Штраф                          | 6 мин                 |                                   | Судьи: Виктор Домбровский Йорген Андерссон |
|       |                                |                       |                                   |                                            |
|       | 27                             | Броски                | 18                                |                                            |

| 20 декабря 1971 20:00 | Швеция | 1 : 12 (0:4, 0:5, 1:3) | СССР | Дворец спорта «Лужники», Москва Зрителей: 14 000 |

| Отчёт            | Отчёт                                                           | Отчёт | Отчёт                                                            | Отчёт                            |
| ---------------- | --------------------------------------------------------------- | --- | ---------------------------------------------------------------- | -------------------------------- |
|                  |                                                                 | |                                                                  |                                  |
|                  | Кристер Андерссон — 00:00-41:00 Кристер Сельстедт — 41:00-60:00 | Вратари | 00:00-41:00 — Владислав Третьяк 41:00-60:00 — Виктор Коноваленко | Судьи: Рудольф Бата Унто Виитала |
|                  | Голы:                                                           | |                                                                  | Судьи: Рудольф Бата Унто Виитала |
| Ханс Якс — 51:23 | 0:1 0:2 0:3 0:4 0:5 0:6 0:7 0:8 0:9 1:9 1:10 1:11 1:12          | 06:34 — Владимир Викулов 09:17 — Валерий Харламов (В. Викулов) 10:47 — Борис Михайлов 13:59 — Владимир Петров (Б. Михайлов) 24:40 — Владимир Викулов (Цыганков) 31:12 — Александр Мартынюк (А. Мальцев) 33:25 — Юрий Блинов 34:37— Александр Мартынюк 35:32 — Валерий Харламов 49:39 — Борис Михайлов (В. Лутченко) 56:13 — Юрий Ляпкин 57:37 — Александр Мальцев (В. Харламов) |                                                                  | Судьи: Рудольф Бата Унто Виитала |
|                  |                                                                 | |                                                                  | Судьи: Рудольф Бата Унто Виитала |
|                  |                                                                 | |                                                                  | Судьи: Рудольф Бата Унто Виитала |
|                  |                                                                 | |                                                                  | Судьи: Рудольф Бата Унто Виитала |
| 8 мин            | Штраф                                                           | 10 мин |                                                                  | Судьи: Рудольф Бата Унто Виитала |
|                  |                                                                 | |                                                                  |                                  |
|                  | 15                                                              | Броски | 35                                                               |                                  |

## Таблица
| 1 | СССР      | ~    | 5:2 | 2:4 | 12:1 | 3 | 2 | 0 | 1 | 19—7 | 4 |
| 2 | ЧССР      | 2:5  | ~   | 1:0 | 8:1  | 3 | 2 | 0 | 1 | 11—6 | 4 |
| 3 | Финляндия | 4:2  | 0:1 | ~   | 4:1  | 3 | 2 | 0 | 1 | 8—4  | 4 |
| 4 | Швеция    | 1:12 | 1:8 | 1:4 | ~    | 3 | 0 | 0 | 3 | 3—24 | 0 |

М — итоговое место, И- игры, В — выигрыш, Н — ничья, П — проигрыш, Ш — забитые-пропущенные шайбы

## Победитель
| Победитель Приза Известий 1971 |
| СССР четвертый титул           |

## Состав команды-победительницы СССР
| Вратари            |                     |               |
| Имя                | Клуб                | Дата рождения |
| Владислав Третьяк  | ЦСКА                |               |
| Виктор Коноваленко | «Торпедо» Горький   |               |
| Защитники          |                     |               |
| Имя                | Клуб                | Дата рождения |
| Виктор Кузькин (К) | ЦСКА                |               |
| Виталий Давыдов    | «Динамо» Москва     |               |
| Геннадий Цыганков  | ЦСКА                |               |
| Владимир Лутченко  | ЦСКА                |               |
| Игорь Ромишевский  | ЦСКА                |               |
| Юрий Ляпкин        | «Химик» Воскресенск |               |
| Валерий Васильев   | «Динамо» Москва     |               |
| Нападающие         |                     |               |
| Имя                | Клуб                | Дата рождения |
| Евгений Зимин      | «Спартак» Москва    |               |
| Анатолий Мотовилов | «Динамо» Москва     |               |
| Борис Михайлов     | ЦСКА                |               |
| Владимир Викулов   | ЦСКА                |               |
| Анатолий Фирсов    | ЦСКА                |               |
| Владимир Петров    | ЦСКА                |               |
| Валерий Харламов   | ЦСКА                |               |
| Александр Мальцев  | «Динамо» Москва     |               |
| Александр Мартынюк | «Спартак» Москва    |               |
| Владимир Шадрин    | «Спартак» Москва    |               |
| Юрий Блинов        | ЦСКА                |               |

Тренеры: Аркадий Чернышёв, Анатолий Тарасов

## Награды
| - Лучшие игроки турнира: - Лучший вратарь: Йорма Валтонен - Лучший защитник: Франтишек Поспишил - Лучший нападающий: Владимир Викулов - Лучший бомбардир: Владимир Викулов — 6 (5+1) - Лучшая тройка форвардов: Викулов — Фирсов — Харламов - Лучший судья: Йорген Андерссон - Специальный приз пресс-центра: Сеппо Лиитсола (тренер) |